# Чернобыль: Зона отчуждения. Финал
«Чернобыль: Зона отчуждения. Финал» — российский фантастический триллер режиссёра Дмитрия Киселёва. Выход состоялся 19 сентября 2019 года на российской OTT-платформе PREMIER. Телевизионная премьера фильма состоялась на телеканале ТНТ 25 апреля 2020 года.

## Сюжет
Фильм основан на одноимённом сериале, в котором главные герои пытались предотвратить катастрофу, произошедшую на Чернобыльской атомной электростанции. В аномальной зоне Чернобыля, под защитным саркофагом четвёртого энергоблока, корпорация «Глобал Кинтек» ведёт незаконное строительство. Этим планам пытается помешать специальная межгосударственная комиссия, но прямо во время пресс-конференции на её руководителя нападает группа неизвестных террористов. И возглавляет их не кто иной, как Павел — когда-то он успешно сражался с Зоной, но, похоже, что теперь Зона сама захватила его. Четвёрке его друзей — Ане, Лёхе, Насте и Гоше — не остаётся ничего другого, кроме как отправиться в Припять, чтобы попытаться спасти Пашу и предотвратить катастрофу мирового масштаба.
Было снято три концовки, в соответствии с тремя показанными в сериале мирами (но исход остался неизменным - предотвращена попытка Зоны вернуться в 1986 год за несколько часов до аварии, так и схлопнуть всю Землю радиацией, превратив в одну Зону).

## В ролях
| Актёр                  | Роль |
| ---------------------- | --- |
| Константин Давыдов     | Павел (Паша) Вершинин                                                                                          |
| Кристина Казинская     | Анна (Аня) Антонова                                                                                            |
| Сергей Романович       | Алексей (Лёша) Горелов, старший лейтенант полиции                                                              |
| Анвар Халилулаев       | Георгий (Гоша) Петрищев, сотрудник ФСБ                                                                         |
| Валерия Дмитриева      | Анастасия (Настя) Мадышева                                                                                     |
| Илья Щербинин          | Игорь Матвеев «Подкастер»                                                                                      |
| Владимир Ильин         | Виктор Рябов, полковник ФСБ                                                                                    |
| Евгений Стычкин        | Сергей Костенко, генерал-лейтенант юстиции, старший следователь по особо важным делам при Директоре ФСБ России |
| Евгений Сытый          | Павел Андреевич Голухов                                                                                        |
| Сергей Дрейден         | |
| Иван Мулин             | Дима (2 фильм)                                                                                                 |
| Александр Яценко       | Виталий Сорокин                                                                                                |
| Артём Сучков           | Олег |
| Игорь Костерин         | врач ФСБ |
| Иван Фоминов           | молодой Рябов                                                                                                  |
| Анна Кармакова         | молодая Марина                                                                                                 |
| Игорь Савочкин         | сторож Василий                                                                                                 |
| Нина Персиянинова      | мать Павла Вершинина (2 фильм)                                                                                 |
| Святослав Насташевский | папа Павла Вершинина (2 фильм; в титрах указан как Станислав Насташевский)                                     |

## Части
| Часть     | Дата премьеры    | Платформа |
| --------- | ---------------- | --------- |
| 1-я часть | 19 сентября 2019 | PREMIER   |
| 2-я часть | 26 сентября 2019 | PREMIER   |
| 3-я часть | 3 октября 2019   | PREMIER   |